# The Flame (Fine Young Cannibals)
The Flame is een nummer van de Britse band Fine Young Cannibals uit 1996. Het verscheen als nieuw nummer op hun verzamelalbum The Finest.
"The Flame" is een soulnummer dat gaat over een stukgelopen relatie. Het nummer kende vooral succes in thuisland het Verenigd Koninkrijk, waar het de 17e positie bereikte. In Nederland bleef een notering in de hitlijsten uit, terwijl in Vlaanderen de 15e positie in de Tipparade werd gehaald.